# Wacław Królikowski (polityk)
Wacław Królikowski (ur. 29 września 1917 w Sosnowcu, zm. 21 kwietnia 1990) – polski działacz partyjny, państwowy i rolniczy, dyplomata, podsekretarz stanu w Ministerstwie Rolnictwa (1956–1967).

## Życiorys
Syn Ludwika i Magdaleny. Od stycznia do kwietnia 1945 zastępca kierownika sosnowieckiego komisariatu Milicji Obywatelskiej, następnie od 1945 do 1947 szef departamentu kadr Centralnego Zarządu Przemysłu i Handlu w Katowicach. W 1945 wstąpił do Polskiej Partii Robotniczej, w 1948 przekształconej w Polską Zjednoczoną Partię Robotniczą. Od 1949 do 1951 zastępca kierownika Wydziału Kadr Komitetu Centralnego PZPR, w tym od 1950 jako p.o. kierownika. W latach 1951–1953 dyrektor naczelny Centralnego Zarządu Państwowych Ośrodków Maszynowych. Następnie był dyrektorem generalnym, a od stycznia 1956 do lutego 1957 podsekretarzem stanu w Ministerstwie Rolnictwa. Od 1957 do 1959 sekretarz Komisji Węglowej przy Radzie Wzajemnej Pomocy Gospodarczej. Następnie pracował jako sekretarz Biura Spraw Kadrowych KC PZPR (1958–1959), wiceprezes Związku Kółek Rolniczych (1960–1962), radca handlowy ambasady PRL w Berlinie (1962–1968), wiceprezes Polskiej Izby Handlu Zagranicznego (1969–1974) i radca handlowy ambasady PRL w Pradze (1974–1977). Od 1976 do 1986 kierował Towarzystwem Przyjaźni Polsko-Chińskiej.
Został pochowany na Cmentarzu Wojskowym na Powązkach